# Facelina dubia
Facelina dubia is een slakkensoort uit de familie van de ringsprietslakken (Facelinidae). De wetenschappelijke naam van de soort werd in 1948 voor het eerst geldig gepubliceerd door Pruvot-Fol.

## Beschrijving
Het lichaam van Facelina dubia is doorschijnend wit met een roze tint boven het hoofd en de tentakels. De rode slokdarm is zichtbaar door de epidermis. Vaak is er een klein stukje wit pigment tussen de rinoforen. Witte spikkels zijn aanwezig op de kop, tentakels en cerata. De toppen van de cerata zijn bedekt met geel/wit pigment. De orale tentakels zijn erg lang en mobiel en de rinoforen zijn glad. Volwassen exemplaren variëren meestal in lengte tussen 17-38 mm.

## Verspreiding
De enige Britse archieven komen uit Lough Hyne, zuidwest-Ierland, elders is melding gemaakt van Arcachon in de Golf van Biskaje en de Middellandse Zee. Een record van deze zuidelijke soort uit Denemarken moet als twijfelachtig worden beschouwd.